# ベン・ラム (ラグビー選手)
ベン・ラム（Ben Lam、1991年6月9日 - ）は、スーパーリーグ、カタラン・ドラゴンズに所属するラグビーリーグ選手、ラグビーユニオン選手。

## プロフィール
- ニュージーランド・オークランド出身[1]。
- ポジションはウィング(WTB)、センター(CTB)。
- 身長 194cm、体重 105kg
- 弟のAJと甥のジャック・セイララもラグビー選手[2]。
- 7人制ニュージーランド代表に選ばれたことがある[3]。
- サモア代表キャップは3(2024年10月現在）でワールドカップ2023のサモア代表に選ばれた[4]。

## 略歴
ブルーズ、オークランド、ハリケーンズ、ウェリントン、ユニオン・ボルドー・ベグル、モンペリエを経て、2024年、カタラン・ドラゴンズに加入。